# Tanis Semielfo
Tanthalas Tanis Semielfo (247-383 Después del Cataclismo) es un personaje de ficción del mundo de Krynn, perteneciente a la saga Dragonlance.
La madre de Tanis era Elansa Kanan, una dama elfa esposa de Kethrenan, el hermano más joven del Orador de los Soles, Solostaran Kanan de Qualinesti. El padre de Tanis era un mercenario humano llamado Brand, que asesinó a Kethrenan y forzó a Elansa.
Tras el asalto, Elansa fue llevada a casa del Orador, el cual se percató del embarazo de Elansa. Esperanzado en que la criatura fuera hijo de Kethrenan, aguardó al momento del parto, prodigando cuidados a Elansa. Durante ese tiempo, la tristeza por la muerte de su marido hizo mella en Elansa, la cual fue debilitándose alarmantemente con el paso del tiempo.
Pasado el tiempo de gestación, Elansa dio a luz en casa de Tía Aleia a un niño mitad elfo, mitad humano. A pesar de la horrible experiencia sufrida, Elansa aceptó al niño, llegando a amamantarlo una vez antes de expirar, y llamando a su hijo Tanthalas (según confirmó Tía Aleia). El Orador, llegado poco tiempo después al lugar del parto, comprobó que el niño era un semihumano. Sin embargo, por compasión hacia Elansa, decidió acogerlo y criarlo con sus propios hijos, Porthios, Gilthanas y Laurana.
A pesar de su educación regia, como un miembro de la corte qualinesti, Tanthalas era despreciado a menudo por los elfos. Tanis tenía un gran cariño a Laurana y una leve amistad con su hermano Gilthanas, pero su primera gran amistad surgió con la visita a Qualinost de un enano de las Colinas, un orfebre de gran reputación llamado Flint Fireforge.
Tras una serie de incidentes misteriosos acaecidos en la última visita de Flint, Tanis acompañó al enano cuando éste dejó Qualinost para instalarse definitivamente en Solace. Tanis sólo contaba 80 años, una edad muy temprana para un elfo, pero la mezcla de sangres que Tanis llevaba en sus venas le hizo comprender que no aplacaría sus inquietudes en la relajada vida de Qualinost, ni tampoco encontraría su verdadero lugar en el mundo si permanecía allá.
Con el tiempo Tanis se convirtió en uno de los famosos Héroes de la Lanza, tras la Guerra de la Lanza en la cual Takhisis fue derrotada. Tanis fue designado Caballero Honorario de Solamnia, y desposó a Laurana Kanan, con quien tuvo un hijo, Gilthas Kanan. Tanis fue asesinado por los Caballeros de Takhisis, defendiendo a Steel Brightblade en la Torre del Sumo Sacerdote en el año 383 DC.
- Datos: Q1061793